# Hadrian à Saravia
Hadrian à Saravia (Vieil-Hesdin, 1532 – Canterbury, 15 januari 1613) was een protestants theoloog van Spaans-Vlaamse origine. Nadat de opstand in de Zuidelijke Nederlanden was onderdrukt, week hij uit naar Leiden waar hij hoogleraar theologie werd. Saravia vluchtte na een mislukte revolte naar Engeland. Daar werkte hij mee aan de bijbelvertaling in het Engels, de King James Version.